# Divisão administrativa do Congresso da Polônia

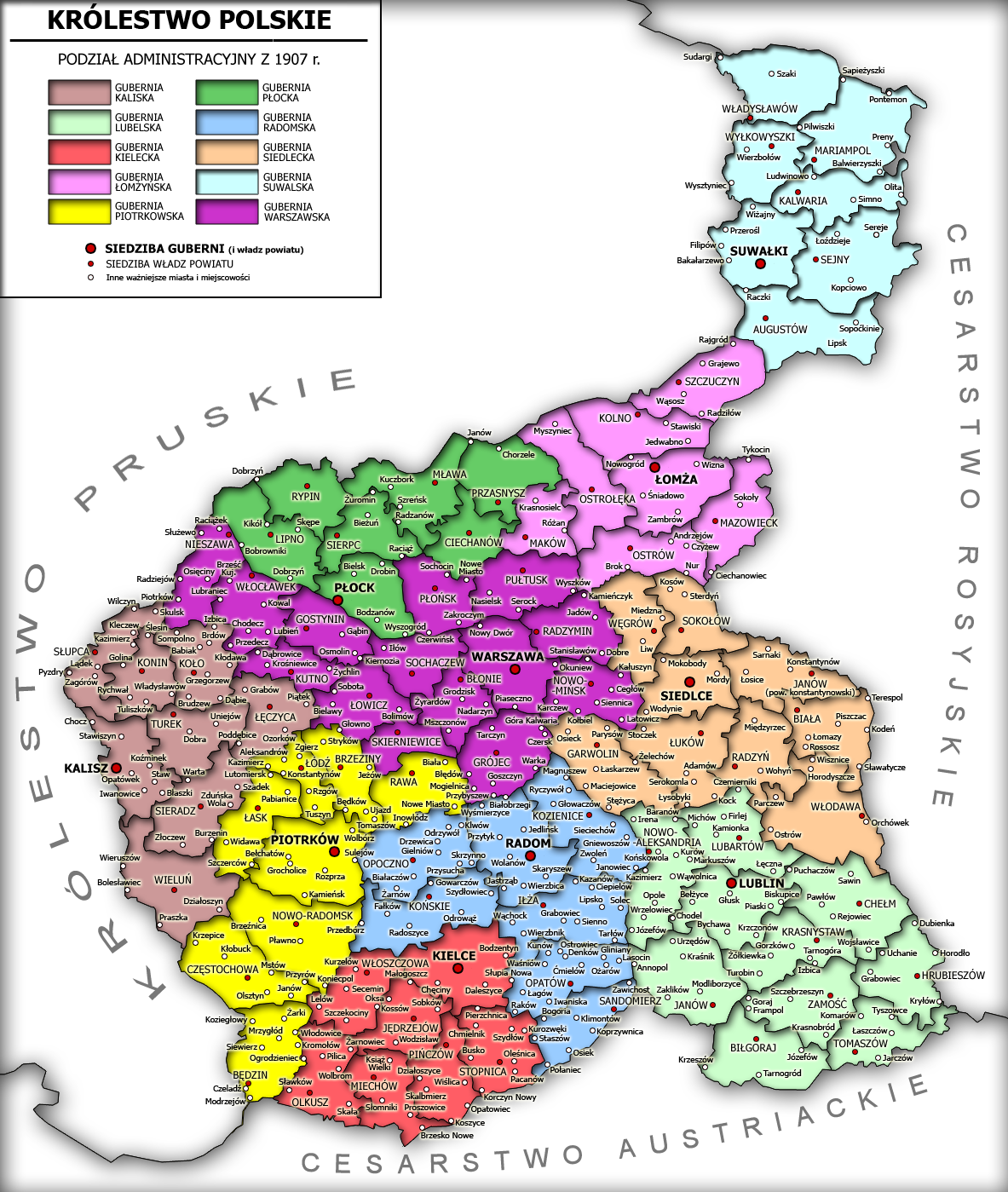
Divisão administrativa do Congresso da Polônia, 1907. Este mapa representa o período 1893-1912, e é válido para a maior parte de 1867-1893 e 1912-1914.

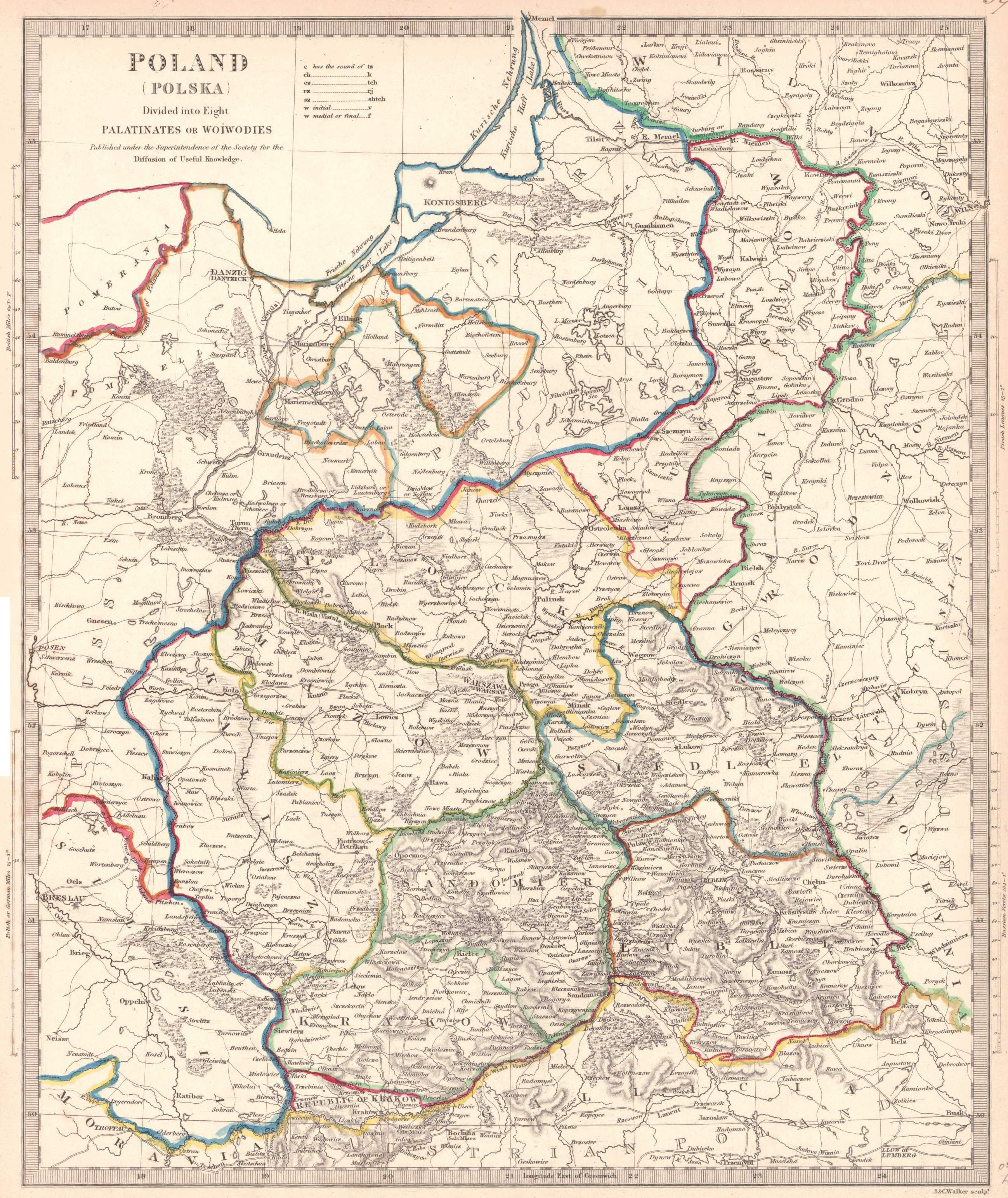
Divisão administrativa do Congresso da Polônia, 1831. Este mapa representa o período 1816-1844.

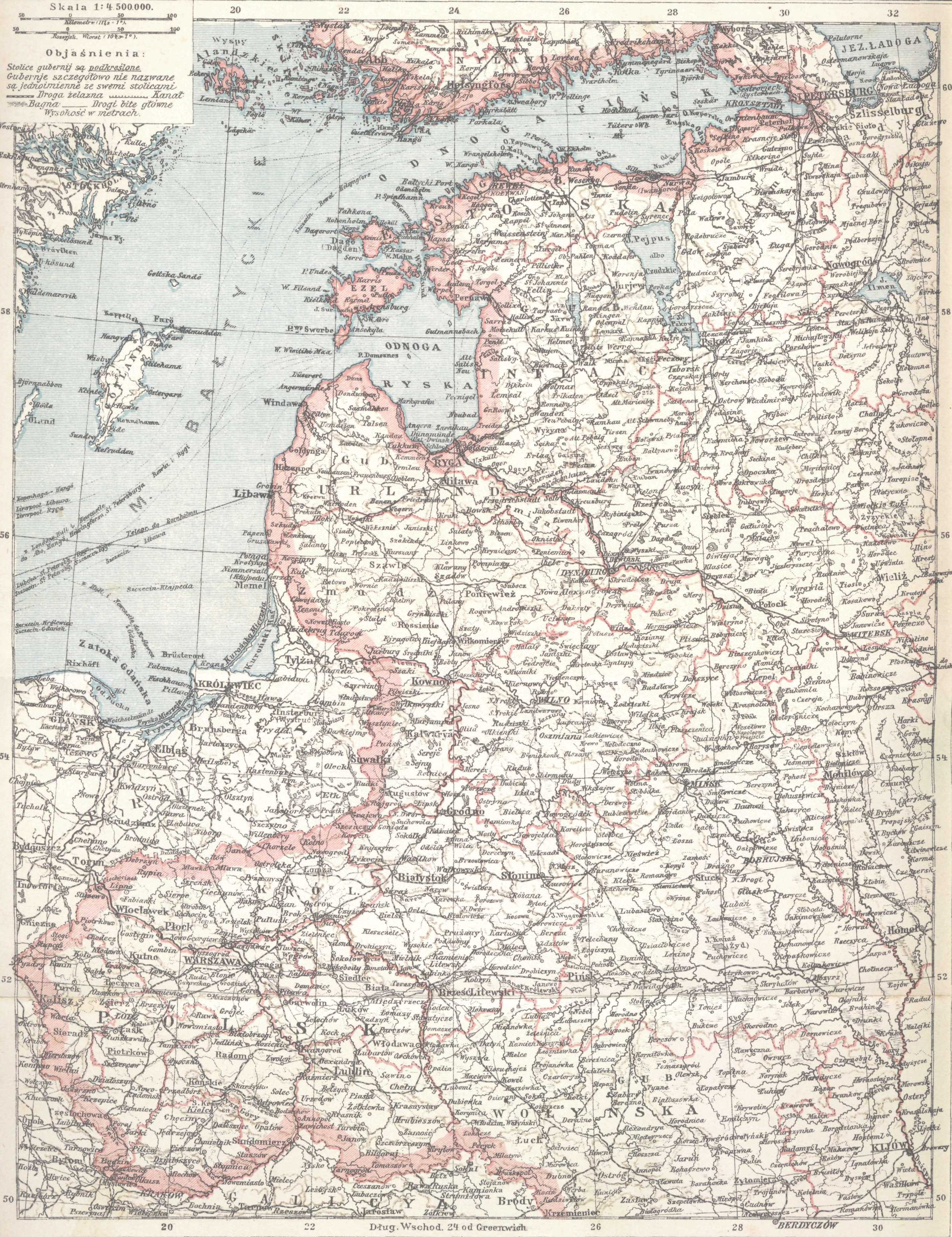
Guberniyas ocidentais do Império Russo, 1902 (incluindo aquelas do Congresso da Polônia).

A divisão administrativa do Congresso da Polônia mudou várias vezes. Imediatamente após a sua criação, 1815-1816, o Congresso do Reino da Polônia foi dividido em departamentos, uma herança que veio do tempo do domínio francês no Ducado de Varsóvia. Em 1816 as divisões administrativas foram transformadas nas mais tradicionais voivodias da Polônia, obwóds e powiaty. Em 1837, como resultado do Levante de Novembro, no começo daquela década, a divisão administrativa foi alterada mais uma vez, aproximando a Polônia do Congresso da estrutura do Império Russo, com a introdução de guberniyas (na ortografia polonesa: gubernia), transformando gradualmente o Congresso da Polônia na "Nação do Vístula". Ao longo das décadas seguintes, várias pequenas reformas foram realizadas, quer para criar unidades administrativas menores ou para efetuar a fusão/cisão de vários guberniyas.

## 1816
Em 16 de janeiro de 1816, a divisão administrativa foi alterada de departamentos do Ducado de Varsóvia para as mais tradicionais voivodias, obwóds e powiaty. Houve oito voivodias:
- Voivodia de Augustów (capital em Suwałki);
- Voivodia de Kalisz;
- Voivodia da Cracóvia (apesar do nome desta província, a cidade de Cracóvia não foi incluída; Cracóvia era uma cidade livre até a Revolta da Cracóvia de 1846; a capital foi primeiramente Miechów e depois Kielce);
- Voivodia de Lublin;
- Voivodia da Mazóvia (capital em Varsóvia);
- Voivodia de Płock;
- Voivodia da Podláquia (capital em Siedlce);
- Voivodia de Sandomierz (capital em Radom).

## 1837
Em 7 de março de 1837, as voivodias do Polônia do Congresso foram alteradas para oito guberniyas:
- Guberniya de Avgustov (com a capital em Łomża);
- Guberniya de Kalish (com a capital em Kalisz);
- Guberniya da Cracóvia (com a capital em Kielce);
- Guberniya de Lublin (com a capital em Lublin);
- Guberniya da Mazóvia (com a capital em Varsóvia);
- Guberniya de Plotsk (com a capital em Płock);
- Guberniya de Podlyase (com a capital em Siedlce);
- Guberniya de Sandomir (com a capital em Radom).

## 1842
Em 1842 os powiaty passaram a chamar-se okręgs, e os obwóds foram chamados de powiaty.

## 1844
Em 1844 várias guberniyas uniram-se a outras, e algumas tiveram seus nomes modificados. Cinco guberniyas passaram a chamar-se:
- Guberniya de Avgustov;
- Guberniya de Lublin (consistindo aproximadamente das ex-guberniyas de Lublin e Podlyase);
- Guberniya de Plotsk;
- Guberniya de Radom (consistindo aproximadamente das ex-guberniyas da Cracóvia e Sandomir);
- Guberniya de Varsóvia (consistindo aproximadamente das ex-guberniyas da Mazóvia e Kalisz).

## 1867
A reforma de 1867, iniciada depois do fracasso da Revolta de Janeiro, foi realizada para tornar o Congresso do Reino da Polônia (agora de facto Nação do Vístula) mais fortemente ligado à estrutura da administração do Império Russo. Ela dividiu as grandes guberniyas em áreas menores e introduziu um nível novo, mais baixo de entidade, as gminy. Desta vez foram formadas 19 guberniyas:
- Guberniya de Kalish - Калишская (Kalishskaya);
- Guberniya de Keltse - Келецкая (Keletskaya) - separada da guberniya de Radom;
- Guberniya de Lublin - Люблинская (Lublinskaya);
- Guberniya de Lomzha - Ломжинская (Lomzhinskaya) - separada da ex-guberniya de Avgustov;
- Guberniya de Petrokov - Петроковская (Petrokovskaya) - separada de partes das guberniyas de Radom e Varsóvia;
- Guberniya de Plotsk - Плоцкая (Plotskaya);
- Guberniya de Radom - Радомская (Radomskaya);
- Guberniya de Sedlets - Седлецкая (Sedletskaya);
- Guberniya de Suvalki - Сувалкская (Suvalskaya) - a ex-guberniya de Augustów menos a nova guberniya de Łomża);
- Guberniya de Varsóvia - Варшавская (Varshavskaya).

## 1893
Uma reforma menor em 1893 transferiu alguns territórios das guberniyas de Plotsk e Lomzha para a guberniya de Varsóvia.

## 1912

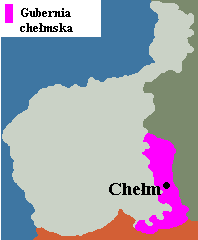
Guberniya de Chełm (pink)

A reforma de 1912 criou uma nova guberniya - Guberniya de Kholm - de partes das guberniyas de Sedlets e Lublin. Porém, esta foi separada da Nação do Vístula e anexada ao Império Russo.